# Wang Lin
Wang Lin (chiń. 王琳; ur. 30 marca 1989 r. w Hangzhou) – chińska badmintonistka, mistrzyni świata, dwukrotna medalistka mistrzostw Azji i trzykrotna uniwersjady, wielokrotna juniorska mistrzyni świata i Azji.
Największym jej osiągnięciem jest mistrzostwo świata wywalczone w Paryżu w 2010 roku w grze pojedynczej. Rok wcześniej zdobyła srebrny medal w indyjskim Hajdarabadzie.
Na mistrzostwach Azji udało jej się zdobyć dwa medale: srebrny i brązowy. W 2008 roku w Johor Bahru przegrała w finale z Jiang Yanjiao, natomiast w 2009 roku w Suwon przegrała w półfinale z Zhu Lin, plasując się ostatecznie na trzeciej pozycji.
W swojej karierze wygrała cztery turnieje. Najlepsza okazała się podczas China Masters 2005, Denmark Open Super Series 2008, French Super Series 2008 oraz na Mistrzostwach Świata 2010.
Wystąpiła też na letniej uniwersjadzie w 2007 roku w Bangkoku. Wraz z drużyną zdobyła srebrny medal w turnieju drużynowym. W grze pojedynczej i mieszanej zdobyła brązowe krążki. 
Jest trzykrotną juniorską mistrzynią świata oraz dwukrotną Azji.